# ماكسيميليانو كاسا
ماكسيميليانو كاسا (بالإسبانية: Maximiliano Casa)‏ هو لاعب كرة قدم أرجنتيني في مركز الهجوم، ولد في 18 فبراير 1993 في Villa Constitución ‏ في الأرجنتين. لعب مع نادي لانوس.

## وصلات خارجية
- ماكسيميليانو كاسا على موقع قاعدة بيانات كرة القدم.إي يو (الإنجليزية)
- ماكسيميليانو كاسا على موقع Soccerway.com (الإنجليزية)